# Paso del Cerro
Paso del Cerro es una localidad uruguaya del departamento de Tacuarembó.

## Geografía
La localidad se ubica al noreste del departamento de Tacuarembó, próximo al arroyo Tranqueras y al oeste del río Tacuarembó límite con el departamento de Rivera. Junto a la localidad se encuentra la estación de trenes homónima que corresponde al km 480 de la línea Montevideo-Rivera. Aproximadamente 40 km la separan de la capital departamental Tacuarembó. A ella se accede por camino vecinal desde la ruta 5 en el km 407 aproximadamente.

## Población
Según el censo del año 2011 la localidad contaba con una población de 235 habitantes.
| 528           | 308 | 241 | 231 | 310 | 235 |
| (Fuente: INE) |     |     |     |     |     |